# 자격시험
자격시험은 일정한 자격의 유무를 국가, 민간에서 시행하는 시험으로 직접 또는 대행기관이 검정하여 확인하는 제도이다.

## 자격시험의 종류
자격시험은 나라마다 다르지만 민간 부문이 일찍부터 발달된 나라들에서는 주요 직업 분야 종사자들의 자격검정을 민간 부문에서 많이 하고 있다. 예를 들면 공인중개사의 자격시험은 공인중개사협회에서 실시하고 세무사의 자격시험은 세무사협회에서 실시하는 것과 같은 경우이다. 한국은 국가자격시험제도의 관할범위가 넓은 나라이다.
국가에서 실시하는 자격시험의 종류에는 국가기술자격시험, 국가전문자격시험, 국가공인민간자격시험(국가공인자격시험) 등이 있고 국가에서 관할, 통제하는 민간자격시험 등이 있다. 민간자격시험은 모두 한국직업능력연구원 '민간자격 정보서비스' 웹사이트에 등록하여 실시하도록 되어있다. 각종 면허증에 대한 관련시험은 각 종류별 일정한 요건이 필요하여 일정수준을 통과하여야 취득할 수 있다. 국가가 관리하는 각종의 입학자격고사 또는 학력검정시험도 넓은 의미의 국가자격시험제도에 포함시켜 생각할 수 있다. 인증기관 또는 자격 인정단체가 관리하는 시험으로, 응시자의 지식 및 능력을 평가하는 시험도 있다.
현재 한국에서 시행하고 있는 국가자격시험의 하나의 예로서 변호사의 자격을 검정하는 변호사시험, 기술사·기사·기능장·기능사·기능사보 등의 자격을 검정하는 국가기술자격시험, 건축사자격시험·의사시험·치과의사시험·한의사시험·수의사시험·약사시험·간호사시험·변리사시험·영양사시험·행정서사시험·사법서사시험·세무사시험·회계사시험·관세사시험·감정사시험·감별사시험·공인중개사시험·운전면허시험·조리사시험·선원시험·항공기조정사시험·미용사시험·이용사시험 등을 들 수 있다.

## 자격시험의 예시
약학대학입문자격시험은 한국교육과정평가원이 출제하는 시험으로 6년제 약학교육 제도를 시행하면서 입학 전형 요소로 활용하고 있다. 워드프로세서 자격시험은 워드프로세싱 프로그램 운영 및 편집능력을 평가하는 국가기술자격 시험으로 대한상공회의소에서 시행한다. 응시자격의 제한이 없으며, 필기시험과 실기시험으로 시험을 실시하고 있다. 바리스타 자격시험은 한국커피협회에서 주관 · 시행하는 대한민국의 민간 자격시험이다.
한편 직업선택의 자유를 제한하고 있다는 법률상 근거를 들어 위헌확인을 구하며 헌법소원심판을 청구한 사례도 있다. 행정사 자격시험인데 행정사 자격시험 불실시 사건으로 청구인의 직업선택의 자유를 침해하여 헌법에 위반되므로 재판관 전원의 일치된 의견으로 주문과 같이 결정하였다.
그동안의 행정사 자격시험은 시·도지사가 수급상황을 조사해 시험 실시가 필요하다고 인정하는 때에 시행하도록 해왔으나, 실제로는 한 차례도 시험이 실시된 적이 없으며, 시험 면제 대상이었던 공무원 경력자 위주로 행정사(행정 서류 작성, 서류의 번역, 서류 제출 대행, 인,허가 신청 대리 등) 자격이 부여되어 왔다. 2010년 5월 3일 헌법재판소는 행정사 수급 상황에 맞춰 시험 일정을 잡도록 한 행정사법 시행령에 대해 재판관 전원의 일치된 의견으로 위헌 결정했다고 밝혔다.
행정안전부는 이러한 내용이 포함된 행정사법 시행령 전부개정안이 2012년 11월 22일 국무회의에서 통과되었고 2013년 처음으로 시행되는 행정사 자격시험은 한국산업인력공단에서 시행하며, 2차례의 시험을 통해 절대평가 방식으로 진행된다고 밝혔다. 이번 시행령 개정을 통해 행정안전부 장관이 한국산업인력공단에 위탁해 매년 1회씩 시험을 시행하도록 함으로써 특별한 경력이 없는 국민 누구라도 시험에 의해 행정사 자격을 취득할 수 있게 됐다.

## 이수제도와 경력제도
이수제(履修制)는 해당 학과나 정해진 교육 과정을 순서대로 학업하여 마치게 하는 제도로 이러한 해당과정 이수시 자격을 부여하는 제도이다. 이러한 자격이수제도와 자격시험제도는 전세계적으로 사용되는 자격에 관한 부여 방법으로 널리 사용된다. 그러나 이수제도이건 자격시험제도이건간에 모두다  실무 경력에 의한 등급의 상승을 유도하고있어서 경력제도와 자격이수제도 그리고 자격시험제도는 모두 복합적으로 작용하여 전문가를 양성하는 방법으로 자격에대한 사회제도가 바뀌어 가고있다. 특히 대한민국의 경우 한미 FTA를 전후해서  이러한 균형적인 전문가 인정제도의 틀이 자리잡히고있다. 그러나 기술자로서 경력(經歷) 제도를 통해 경력을 인정받기 위해서는 학위등의 이수제도나 자격시험제도가 필수적으로 전제되어야한다. 따라서 이러한 맥락에서 광의의 자격시험은 이들 3가지 모두를 아울러 가리킨다고 볼 수 있다.

## 같이 보기
- 사법시험
- 변호사 시험
- 약학대학입문자격시험
- 워드프로세서 자격시험
- 행정사 자격시험 불실시 사건
- 국가기술자격